# Rjurikovo Gorodišče
Rurikovo Gorodische (in russo Рюриково Городище]?), noto in Scandinavia come Holmgård, era il centro abitato, risalente al IX secolo, dal quale si sviluppò in seguito la città Velikij Novgorod. Secondo la leggenda, venne fondato dai variaghi, guidati da Rjurik.

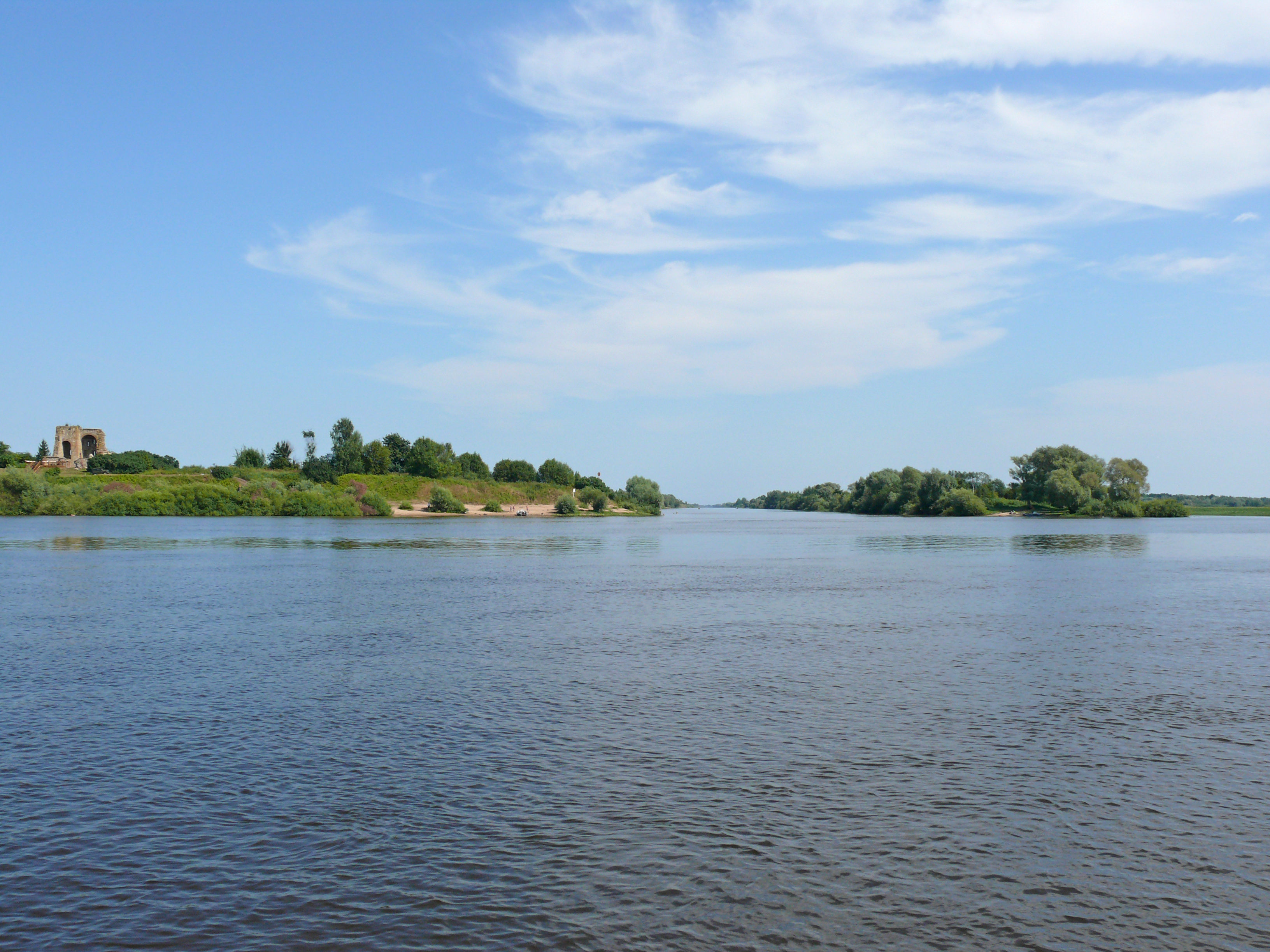
Holmgard dal Lago Ilmen

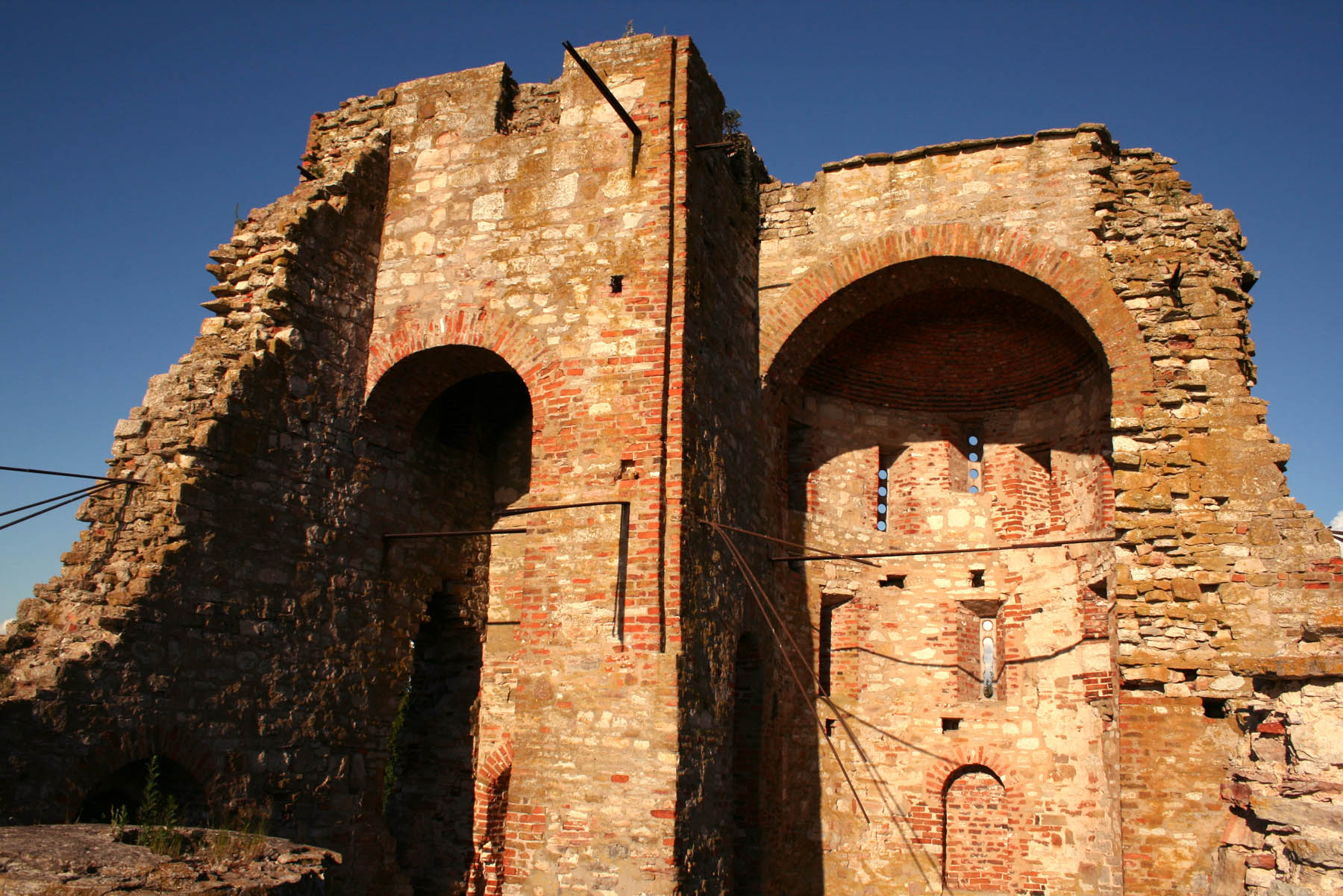
Rovine della Chiesa di Holmgard